# Dúbrava, Levoča
Dúbrava este o comună slovacă, aflată în districtul Levoča din regiunea Prešov. Localitatea se află la altitudinea de 620 m deasupra n.m., se întinde pe o suprafață de 9,62 km2 și în 2017 număra 327 de locuitori.

## Istoric
Localitatea Dúbrava este atestată documentar din 1293.

## Demografie
| An:                | 1994 | 2004   | 2014    | 2024   |
| ------------------ | ---- | ------ | ------- | ------ |
| Număr de persoane: | 337  | 368    | 330     | 332    |
| Diferență:         |      | +9,19% | −10,32% | +0,60% |

| An:                | 2023 | 2024   |
| ------------------ | ---- | ------ |
| Număr de persoane: | 330  | 332    |
| Diferență:         |      | +0,60% |